# Theodor Sproesser

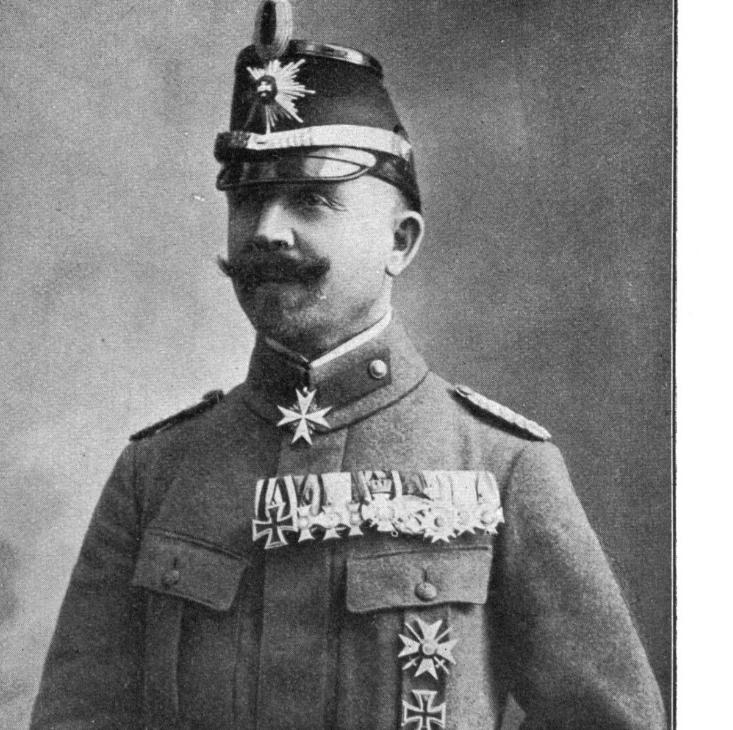
Theodor Sproesser (1870–1933)

Theodor Sproesser (* 10. September 1870 in Weingarten; † 8. Februar 1933 in Stuttgart) war ein deutscher Generalmajor der Reichswehr.

## Leben

### Herkunft
Er war ein Sohn des württembergischen Generalmajors Theodor von Sprösser (1836–1907). Der Großvater Carl Wilhelm Sprösser (1791–1872) war württembergischer Major im Ehreninvalidencorps.
Seine Tante Marie Luise Friederike, geborene Sprösser (1838–1929) war seit 1861 mit dem Stuttgarter Fabrikanten Johann Karl Klotz (1835–1909) verheiratet, einem Chemiker und Direktor der Farbenfabriken Siegle. Deren Tochter wiederum, Marianne, geborene Klotz (1867–1940), war seit 1888 mit dem späteren Generaladjutanten des württembergischen Königs Wilhelm II., Fritz von Graevenitz (1861–1922), verheiratet.

### Militärkarriere
Sproesser trat nach dem Besuch der Hauptkadettenanstalt in Groß-Lichterfelde mit dem Charakter als Fähnrich am 23. März 1889 in das Grenadier-Regiment „König Karl“ Nr. 123 der Württembergischen Armee ein. Von 1890 bis 1899 diente er im Grenadier-Regiment „Königin Olga“ Nr. 119 und wurde zwischenzeitlich am 28. September 1890 mit Patent vom 20. September 1890 zum Sekondeleutnant sowie am 20. Juli 1898 zum Premierleutnant befördert. Am 18. März 1899 folgte seine Versetzung in das 10. Württembergische Infanterie-Regiment Nr. 180. Anfang Juli 1901 ließ Sproesser sich anlässlich der Niederschlagung des Boxeraufstandes zur Ostasiatischen Besatzungsbrigade nach China versetzten. Hier versah er zunächst seinen Dienst beim Stab des 2. Ostasiatischen Infanterie-Regiments, war dann MG-Offizier der Gesandtschaftsschutzwache in Peking und ab 16. Dezember 1902 Führer der MG-Kompanie des 2. Ostasiatischen Infanterie-Regiments. Mitte September 1904 kehrte Sproesser nach Württemberg zurück und wurde bis 26. Januar 1906 im Grenadier-Regiment „König Karl“ Nr. 123 verwendet. Anschließend mit der Beförderung zum Hauptmann in das Infanterie-Regiment „Kaiser Friedrich, König von Preußen“ (7. Württembergisches) Nr. 125 versetzt, stieg er hier im April desselben Jahres zum Kompaniechef auf.

#### Erster Weltkrieg
Mit Beginn des Ersten Weltkriegs kam Sproesser als Chef der MG-Kompanie mit seinem Regiment ins Feld, wurde am 19. August 1914 zum Major befördert und zeitgleich zum Kommandeur des II. Bataillons ernannt. In der anschließenden Schlacht bei Longwy wurde Sproesser am 23. August 1914 durch ein Schrapnell verwundet. Nach seiner Wiederherstellung Ende September 1914 war er mit seinem Bataillon an den weiteren Kämpfen im Verbund mit der 26. Infanterie-Division an der Westfront beteiligt und verlegte im November 1914 mit dem Großverband an die Ostfront. Hier kam er u. a. an den Kämpfen an der Bzura und am Pilica zum Einsatz, lag in Stellungskämpfen vor Przasnysz und machte die Narew-Offensive mit. Am 20. Juli 1915 gelang seinem Bataillon mit der Erstürmung der Schanze 132 die Einnahme der Schlüsselstellung der Festung Różan. Ende August 1915 stürzte Sproesser vom Pferd und kam zur Erholung in die Heimat. Dort wurde er nach seiner Genesung zum Kommandeur des Gebirgs-Bataillon, bestehend aus sechs Gebirgs-Schützen-Kompanien mit sechs Gebirgs-MG-Zügen ernannt. In dieser Zeit unterstand ihm der spätere Generalfeldmarschall der Wehrmacht Erwin Rommel als Kompanieführer. Nach intensiver Einweisung und Schulung auf dem Truppenübungsplatz Münsingen kam das Bataillon ab 1. Januar 1916 in den Vogesen am Hilsenfirst zum Einsatz und konnte sich dabei bewähren. Im Oktober 1916 verlegte Sproesser mit seinem Bataillon auf den Balkan und nahm auf dem äußersten rechten Flügel der 9. Armee am Feldzug gegen Rumänien teil. Während der deutschen Offensive nahm es, dem Deutschen Alpenkorps unterstellt u. a. an der Schlacht bei Rimnicul-Sarat teil. Im Februar 1917 trat das Bataillon wieder in den Vogesen, westlich von Colmar an und kam Ende Juli 1917 erneut nach Rumänien. Dieses Mal der Gruppe Gerok unterstellt, lag es in schweren Kämpfen um die Gebirgsausgänge der Moldau. Im August konnten seine Truppen den 788 m hohen Deal Cosna einnehmen und mehrfach gegen Rückeroberungsversuche verteidigen. Sein Durchbruchsversuch in das Trotuș-Tal misslang jedoch mangels Unterstützung.
Im Oktober, nunmehr an der Italienfront, wurde Sproessers Bataillon als rechter Flügel des Alpenkorps während der Zwölften Isonzoschlacht in den Julischen Alpen eingesetzt. Dabei eroberte es den Kolovrat-Rücken und den Matajur. Im weiteren Verlauf gelang es am 9. November die Vajont-Schucht zu nehmen und Longarone an der Piave zu erreichen. Dabei ergaben sich rund 10.000 italienische Soldaten vor dem Bataillon. Für diese Leistungen wurde Sproesser am 10. Dezember 1917 die höchste preußische Tapferkeitsauszeichnung, der Orden Pour le Mérite verliehen.
Sproesser wurde mit seinem Bataillon im Februar 1918 nach Gebweiler ins Oberelsass verlegt und bis 3. Mai zum Gebirgs-Regiment mit zwei Bataillonen erweitert. Nach kurzen Kämpfen auf dem Hartmannswillerkopf kam Spoesser, nunmehr Regimentskommandeur, im Mai in der Angriffsschlacht bei Soissons und Reims beim Angriff auf den Chemin des Dames zum Einsatz. Trotz schwerer Verluste konnten rund 1.000 Gefangene eingebracht und etliche MG sowie dreißig Geschütze erbeutet werden. Sproesser selbst wurde durch Granatsplitter schwer verwundet und seine linke Hand zerschmettert. Diese Verwundungen sollten nie wieder vollständig heilen.

### Nach dem Ersten Weltkrieg
Das Kriegsende erlebte er im Lazarett, wo Sproesser an einer Wundrose erkrankte. Nach seiner Genesung fungierte er am 10. Januar 1919 als Kommandeur des I. Bataillons des sich in der Demobilisierung befindlichen Grenadier-Regiments „Königin Olga“ Nr. 119. Ab Ende April diente er im Kriegsministerium, wurde im Juni 1919 in die Vorläufige Reichswehr übernommen und dem Stab des Reichswehr-Schützen-Regiments 25 zugeteilt. Mit der Bildung der Reichswehr zum Oberstleutnant befördert, wurde Sproesser zum Stab des neugebildeten Infanterie-Regiments 13 versetzt. Nachdem er am 1. Februar 1922 zum Oberst befördert worden war, wurde Sproesser am 1. Oktober 1923 zum Kommandanten der Festung Glatz ernannt. Diese Stellung gab er am 31. März 1925 ab und wurde mit diesem Datum unter gleichzeitiger Verleihung des Charakters als Generalmajor in den Ruhestand verabschiedet.
Im Ruhestand veröffentlichte Sproesser mehrere Zeitungsartikel sowie zwei militärhistorische Werke, in denen er die Leistungen des von ihm geführten Württembergischen Gebirgs-Bataillons während des Ersten Weltkrieges hervorhob.

## Werke
- Die 12te Isonzo-Schlacht. Max Höflinger, Stuttgart-Cannstatt 1926.
- Württembergische Jäger. Festschrift zur 2. Landeszusammenkunft der ehemaligen Württembergischen Gebirgsschützen in Isny am 1. Okt. 1922. Unter Mitwirkung des württembergischen Generalleutnants Karl von Muff. Max Höflinger, Stuttgart 1922.
- Die Geschichte der Württembergischen Gebirgsschützen. Belser, Stuttgart 1933 (Band 49 in der Serie Die württembergischen Regimenter im Weltkrieg); urn:nbn:de:bsz:24-digibib-bsz4080514858